# Залізнична артилерія

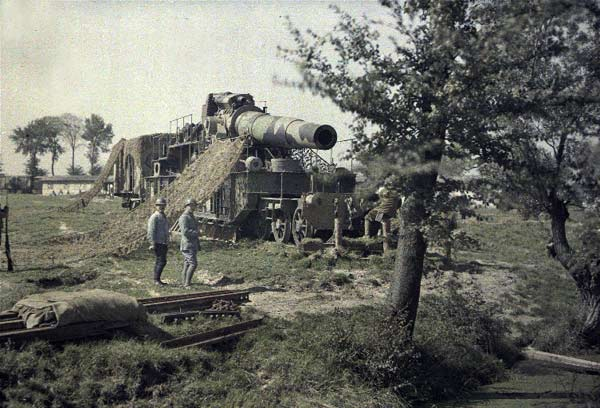
Французька залізнична 370 мілліметрова гаубиця, Перша світова війна

Залізнична артилерія — великокаліберні гармати, часто надлишкові корабельні, встановлені, транспортовані та здатні вести вогонь  із спеціально розробленої залізничної платформи. Багато країн побудували залізничні гармати, але найвідомішими є великі установки Круппа, які Німеччина використовувала у Першій та Другій світовій війнах. Менші гармати часто входили до складу озброєння бронепоїздів. Оскільки залізнична артилерія могла переміщуватись виключно залізничними коліями, які могли бути знищені артилерійським обстрілом або авіаударом, після Другої світової війни залізничні гармати поступово вийшли з вжитку.  